# Іскрисківщина
Іскри́сківщина — село в Україні, у Білопільській міській громаді Сумського району Сумської області. Населення становить 38 осіб у 2024 році. До 2018 року орган місцевого самоврядування — Іскрисківщинська сільська рада.

## Географія
Село Іскрисківщина розташоване на правому березі річки Волфа, вище за течією на відстані 1,5 км розташоване село Будки, нижче за течією на відстані 2 км розташоване село Безсалівка. За 0,5 км знаходилося зняте 1988 року з обліку село Сорокине.
Річка у цьому місці пересихає. По селу тече струмок, що пересихає із загатами.
На відстані 1 км пролягає кордон із Росією.
Поруч пролягає залізниця, зупинний пункт 312 км.

## Історія
Вперше згадується в історичних джерелах у 1732 році, як слобідка білопільського сотника Ф.Куколя. Засноване в 1690 році білопільським хорунжим Адамом (Дмитром) Скрицьким, як поселення в 5 дворів. В 1722 році перейшло у власність білопільського сотника Федора Степановича Куколь-Яснопольського.
У 1880 році поміщик, цукрозаводчик І. М. Терещенко купив довкола села перші 130 десятин землі. Вже через 2 роки він відкрив свою економію молочно-м'ясного напрямку. А в 1884 році при економії заснував «сільськогосподарську школу» зі спеціалізації «землеустроителей» по вирощуванню цукрових буряків для власних цукрозаводів. За всі ці, майже, 130 років в училищі навчалися тільки спеціалісти сільськогосподарського профілю. Нині це трактористи — машиністи, слюсарі с/г машин.
За роки радянської влади збереглися дерев'яні корпуси училища, складські приміщення, навіть свердловина вже більше 100 років дає воду для училища та підсобного господарства. На території парку в центрі села знаходяться поховання членів родини Терещенків, у тому числі і засновник училища Іван Миколович Терещенко.
Село мало постраждало внаслідок геноциду українського народу, проведеного урядом СРСР 1932—1933 та 1946—1947 роках, тому що поряд розміщене російське село Тьоткіно, базар якого добре допомагав іскрисківчанам з продуктами харчування, та й колгоспи мали дитячі будинки, що врятувало чимало малечі від голоду. В архівних документах знайдено 5 сімей, що померли під час голодомору 1932—1933 рр.
На середину ХХ століття в селі проживало близько 2000 осіб.
ФАП (раніше діяла лікарня), середня школа, училище, мережа магазинів. Будинок культури (відкрито в новому приміщенні 1991, відремонтовано 2017). Прилеглі землі обробляються повністю. Коштом громади здійснюється поточний ремонт доріг, іншої інфраструктури, відновлення пам'яток культури.
12 червня 2020 року, відповідно до розпорядження Кабінету Міністрів України № 723-р «Про визначення адміністративних центрів та затвердження територій територіальних громад Сумської області», село увійшло до складу Білопільської міської громади.
19 липня 2020 року, в результаті адміністративно-територіальної реформи та ліквідації Білопільського району, село увійшло до складу новоутвореного Сумського району.

### Російське вторгнення в Україну (з 2022)
У 2023 році, під час агресії РФ проти України село зазнало мінометних обстрілів з боку країни-агресора, внаслідок яких 1 січня 2023 року було пошкоджено Варваринську церкву ХІХ ст., пам'ятник радянським воїнам, будівлю старостату, Будинок культури.
19 березня 2024 року село двічі потрапило під обстріл російським агресором. Обстріли велися зі ствольної артилерії, мінометів 120 і 82 мм, танків.
Станом на 25 березня 2024 року у селі Іскрисківщина Білопільської громади лишається 38 людей.
24 травня 2024 року по селу з боку російського агресора зафіксовано 1 вибух, ймовірно ФПВ-дрон.
24 червня 2024 року за інформацією ОК «Північ» населений пункт зазнав обстрілів з боку російського агресора. Зафіксовано 8 вибухів, ймовірно міномет 120 мм.
30 червня 2024 року оперативне командування «Північ» повідомило про чергові обстріли села. Зафіксовано 2 вибухи, ймовірно міномет 120 мм.
2 серпня 2024 року, близько першої години російські війська атакували село FPV-дронами. Один із дронів влучив у житловий будинок, що стало причиною пожежі.
11 серпня 2024 року село вчергове обстріляв агресор. Як повідомили в оперативному командуванні «Північ» зафіксовано 2 обстріли: 14 вибухів, ймовірно міномет 82 мм.
26 серпня 2024 року російські загарбники продовжували обстрілювати прикордонні території Сумської області. Зокрема в селі зафіксовано 4 вибухи, ймовірно міномет 120 мм.
27 серпня 2024 року за інформацією Генштабу ЗСУ ворог завдавав авіаударів по районах населених пунктів Есмань, Ворожба, Вільна Слобода, Атинське, Горіле, Безсалівка, Глухів, Михайлівське, Угроїди, Шалигине, Ямпіль, Яструбине, Іскриківщина, Білопілля, Бачівськ, Будівельне Сумської області.  Оперативне командування «Північ» інформує про обстріли села. Зафіксовано 1 вибух, ймовірно КАБ.

## Пам'ятки
Коштом сотника Федора Куколь-Яснопольського та його синів у 1745 році в центрі села було побудовано церкву Великомучениці Варвари. Станом на 1750 рік при церкві було 686 парафіян.
У 1852 році за кошт одного з нащадків Ф. Куколя штабскапітана Миколи Куколь-Яснопольського із залученням внесків парафіян споруджено нову церкву Святої Варвари на місці попередньої. Храм дерев'яний на цегляному підмурівку, однокупольний, однопрестольний. Після 1917 року церкву було зачинено для богослужінь, у 1925 році з храму знято хрест і дзвони, а саме приміщення більшовицькі активісти пристосували під клуб.
Після спорудження Будинку культури в 1991 році церкву було передано релігійній громаді. На кінець 2018 храм не діяв, пам'ятку так і не було відбудовано в первісному вигляді (наразі бані немає). Будиночок священника передано під фельдшерсько-акушерський пункт. Унаслідок російських обстрілів Білопільської громади 1 січня 2023 року церкву Святої Варвари було пошкоджено.

## Символіка

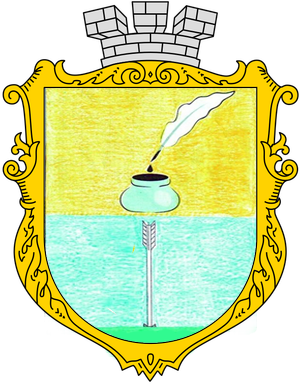
Проєкт герба Іскрисківщини

Герб перетято на лазурове поле із тонким зеленим підніжжям, в яке встромлена срібна стріла та золоте поле, обтяжене лазуровою чорнильницею із чорним пером в ній та чорнилами того ж кольору.
Проєкт-попередник ґрунтується на родовому гербі Іскрицьких від 1800 року. Який був жалуваний їм російським імператором.
Свій перший герб Іскрицькі отримали у 1659 році від польського короля Яна II Казимира.
Щоб уникнути геральдичних помилок, перо було забарвлено у чорний колір, а корону замінено на сільську.
На гербі села зображені чорнильниця з гусячим пером та срібна стріла, встромлена у землю. Чорнильниця з гусячим пером є емблемою старого навчальний заклад ПТУ, якому вже більше 135 років. Срібна села взята з герба засновників села поміщиків Іскрицьких (Скрицьких).

## Економіка
ТОВ «Іскра», ТОВ «Агросвіт», ПСП «Слобожанщина», ФГ «Весна 2019».

## Соціальна сфера
- Дитячий садок.
- Школа. І-ІІІ ст. ДНЗ.
- Білопільське вище професійне училище
- Будинок культури, мережа магазинів.

### Білопільське вище професійне училище
Після 20 років експлуатації перших приміщень, наприкінці ХІХ століття побудували зерносклад для зберігання посівного матеріалу, водонапірну башту та свердловину. У 1904 році закінчили будівництво двоповерхового навчального корпусу та двоповерхового гуртожитку. Побудували будинок для директора училища І. Юдіна. По території провели водопровідну систему до всіх приміщень, та, навіть, до маєтку поміщиків Бирдіних. За даними опису залізниць Російської імперії за 1903 рік І. Семенова сказано:
…в 10 верстах от Ворожбы находится имение И. Н. Терещенка Искрисковщина площадью 380 десятин, из которых 300 составляет пашня, 4-х польный севооборот. Стадо КРС состоит из полукровных голландских коров. Молоко перерабатывают в сыр, бакштейн и масло. Свиньи — йоркширы. В хозяйстве имеется выкормка грены и разматывание коконов. В имении учреждена Михайловская сельскохозяйственная школа с различными мастерскими и учебным полем…
Весною 1903 року всі колишні «…Тёткинские имения… стоимостью 600 тысяч рублей для ведения хозяйства и заводов…» Микола Артемович Терещенко персонально заповідав своєму онуку Михайлу Терещенку. А згодом і батькові всі землі та маєтки стали власністю М. Терещенка, то ж і училище в 1904 році називали вже «Михайлівською школою». В роки радянської влади в 1924 школі дали ім'я Леніна. В 1926 році училище називалось сільськогосподарською професійною школою.
У 1927 році на базі школи був створений сільськогосподарський технікум, в якому учні оволодівали професією бухгалтера, а через 8 років відкрили факультет молодших агрономів. В роки Великої Вітчизняної війни в його приміщеннях був розміщений німецький госпіталь. А вже після війни знову почались навчання учнів. У 1967 році технікум реорганізували в сільськогосподарське училище № 8 (СПТУ-8), де навчали професії тракториста. В 1985 році відкрили професію кухаря, з 1992 року — професію водія категорій «В» та «С», через рік відкрили професії плодоовочівника, тваринника, в 2002 році — професію продавця продовольчих та непродовольчих товарів, кондитера. В 2009 році пройшла чергова реорганізація та об'єднання в ліцей, а в 2012 році реорганізували у ВПУ.
Сьогодні — це державний навчальний заклад «Білопільське вище професійне училище» із збереженням навчального профілю. Протягом всієї історії навчального закладу постійно оновлювалась його матеріальна та навчальна база. У 1950-х роках було побудоване приміщення для сільськогосподарських тварин. У 60-х роках це приміщення винесли за межі території технікуму, вірніше, поряд з навчальним полем побудували нове, а старе перебудували під ремонтну майстерню. У 1976 році побудували новий триповерховий навчальний корпус, а через рік — і нову котельню. До речі, в 1978 році котельня опалювала 2 навчальні корпуси, середню школу, клуб, магазини, їдальню та житловий будинок на 4 квартири. У 1985 році побудовано спортивний зал, в 1993 році — приміщення майстерні із сімома лабораторіями з багатьма навчальними класами та службовими приміщеннями. Майстерня опалювалась тією ж котельнею. Оновилась система водопостачання та «теплотраса».
Нині в училищі (у відділенні села) орних земель — 340 га, навчається більше 200 учнів, штат працівників складає близько 60 чоловік, з яких половина — це викладачі та майстри виробничого навчання. До послуг учнів 14 кабінетів, 9 лабораторій, їдальня на 100 місць, спортивний зал з обладнанням, бібліотека в 30 000 книг, гуртожиток, стадіон та спортивні майданчики. Училище має підсобне господарство з двома приміщеннями ферм, сіносховище, ангар для зберігання врожаю в 1380 квадратних метрів, овочесховище, майданчик для зберігання техніки.

## Відомі люди
У селі народилися:
- Євген Івченко — призер Московської олімпіади в ходьбі на 50 км.
- Павлівський Борис Сергійович — український поет та журналіст, народився на хуторі Подобріївка біля Іскрисківщини.
- Володимир Дмитрович Власенко — міністр радгоспів Казахстану в період підняття цілини з 1953 по 1961 роки.
- В'ячеслав Гаврилович Вировець — професор, доктор сільськогосподарських наук, відомий вчений-агроном, селекціонер. У 1956 році закінчив Іскрисківщинський сільськогосподарський технікум, факультет агрономії. Все подальше його професійне життя було пов'язане із виведенням і вирощуванням сортів безнаркотичних конопель.
- Євген Михайлович Івченко — відомий радянський легкоатлет, бронзовий медаліст ХХІІ Олімпійських ігор у спортивній ходьбі на дистанцію 50 км. Бронзову медаль здобув на 42 році життя!

## Цікаві факти
Зимовим святом для жителів села є день першої неділі лютого, коли проводяться міжнародні змагання під назвою: «Гусячі бої». Змагання проводяться з ініціативи великого птахолюба Павловського В. Б. та підтримці керівництва місцевих органів влади. На ці бої птахів привозять в «крутих машинах» з Києва, Житомира та інших міст, а також з багатьох районів Сумської області.

## Поезія
Моє рідне село
Де калина цвіте, там де трави росисті, Стоїть наше село, мов дівчина в намисті.
Потонуло в садках, заховалось в долині, Заквітчало воно білим цвітом калини.
Моє рідне село, що «Іскрою» зоветься, Світлий образ в мені біля самого серця.
На забуду повік твою назву чудову, Як поїду у світ я від рідного дому
У часи лихоліть ти наснагу давало, Як промінчик вночі, крізь чужинську навалу.
Твоя правда жива, твої помисли світлі, І для мене нема краще місця у світі.
Моє рідне село, як тебе не любити, Не забуду повік, доки буду я жити.
В калинових кущах соловейко співає, А зозуля в гаю щастя вік відміряє!